# Sœurs de la charité de Québec
Les Sœurs de la Charité de Québec (en latin : Congregationis Sororum a Caritate de Québec) sont une congrégation religieuse féminine enseignante et hospitalière de droit pontifical.

## Historique
En 1831, un centre de prise en charge des orphelins et d'éducation pour enfants pauvres est créé au Québec ; Pierre-Flavien Turgeon, évêque coadjuteur de l'archidiocèse de Québec, en confie la gestion à une communauté de cinq sœurs de la charité de Montréal dirigée par Marcelle Mallet (1805-1871). Elles arrivent le 22 août 1849 à Québec.
À l’initiative de Pierre-Flavien Turgeon, la mère Mallet crée une branche autonome de la congrégation.
Au début, les sœurs continuent de suivre les règles de la congrégation de Montréal, mais en 1863, l’évêque de Québec, Charles-François Baillargeon en impose de nouvelles élaborées par le jésuite Antoine-Nicolas Braun et inspirées des constitutions de la Compagnie de Jésus.
L'institut reçoit le décret de louange de la congrégation pour l'évangélisation des peuples le 11 juillet 1866 et l'approbation définitive du Saint-Siège le 10 mars 1878.
Établie dans son ensemble conventuel du Vieux-Québec depuis sa fondation, la congrégation érige une nouvelle maison généralice à Beauport dans les années 1950. Elles vendent leur dernière propriété du Vieux-Québec, la Maison Mère-Mallet, en 2014.

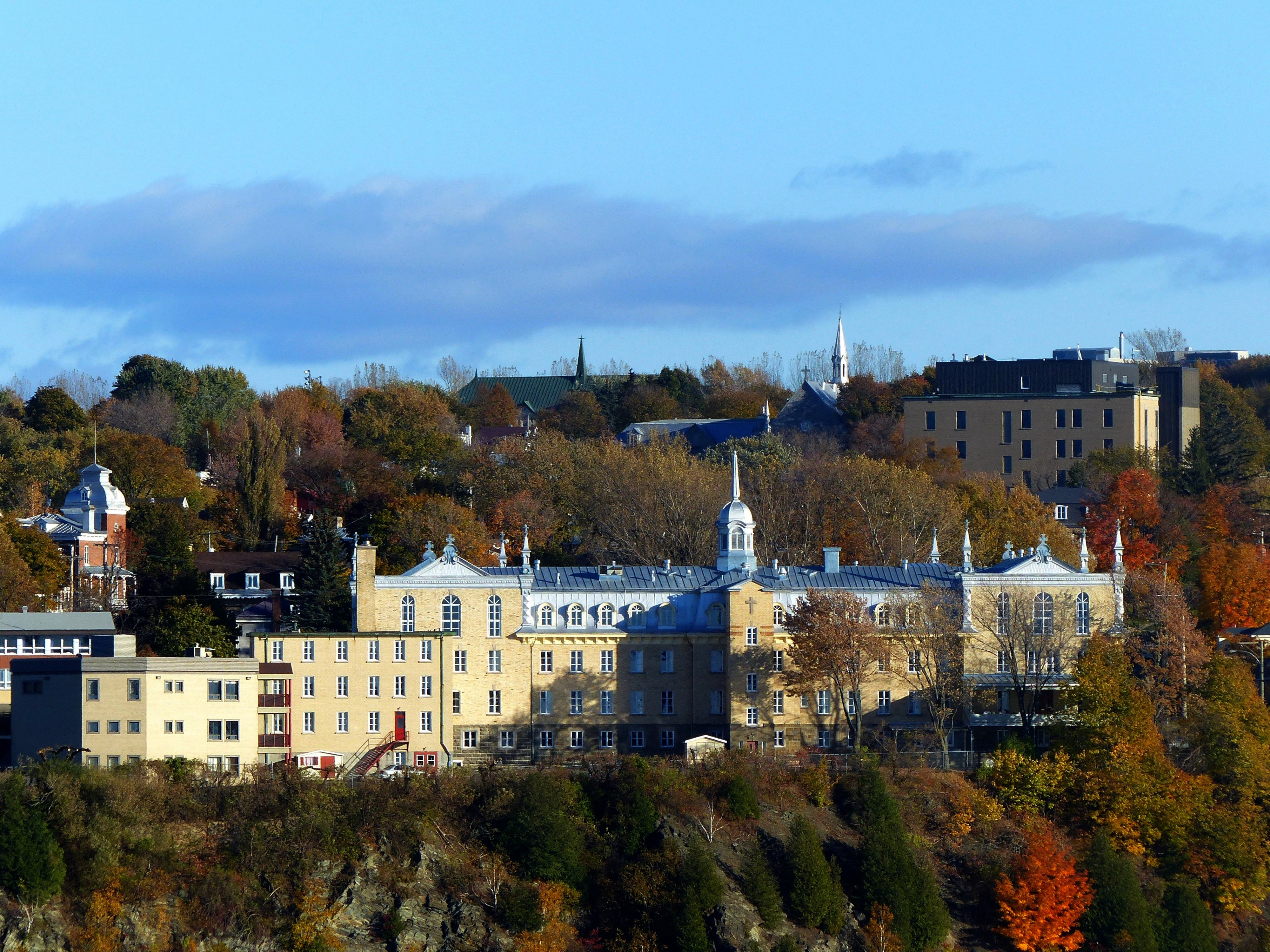
Dans le Vieux-Québec.
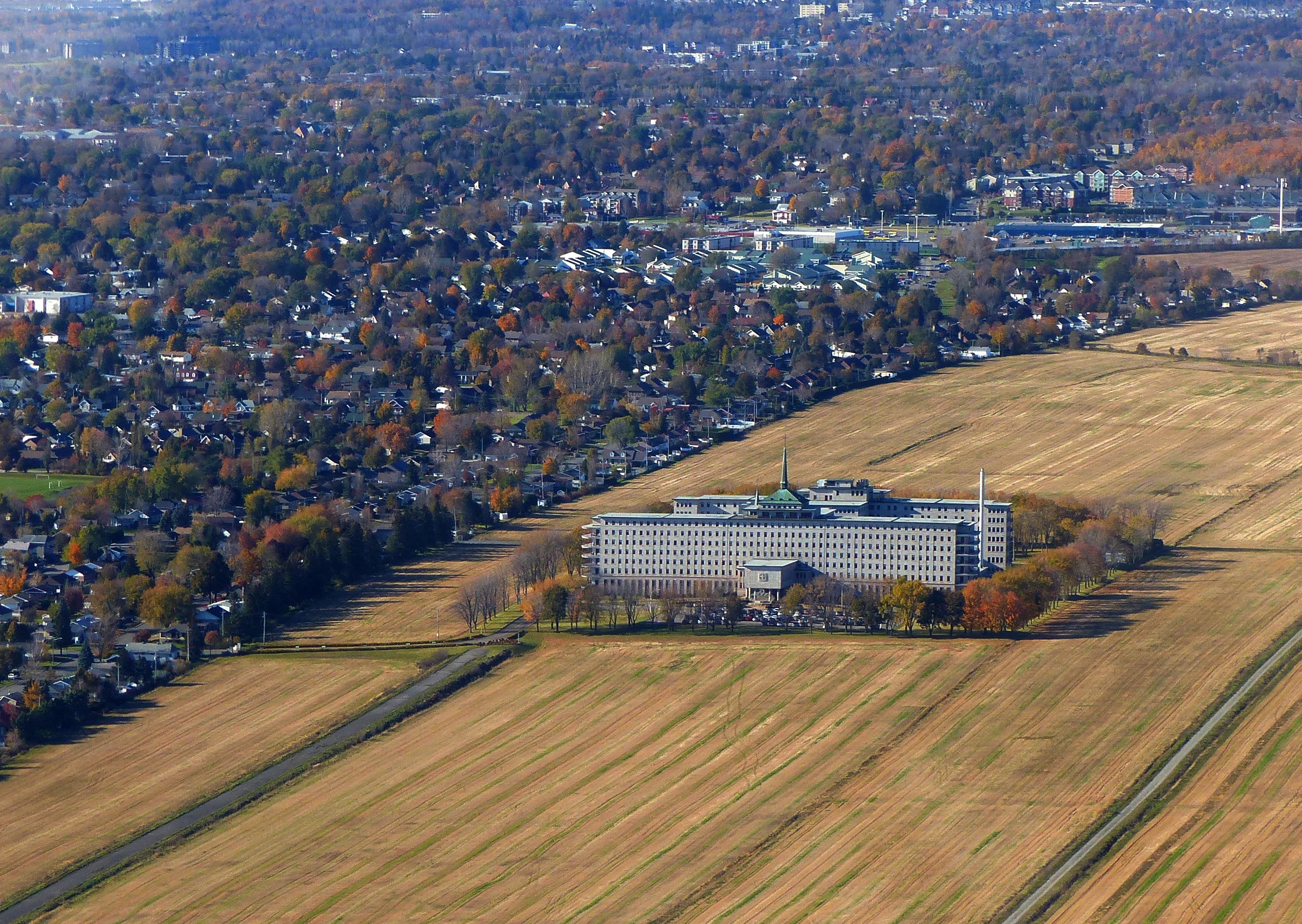
À Beauport.
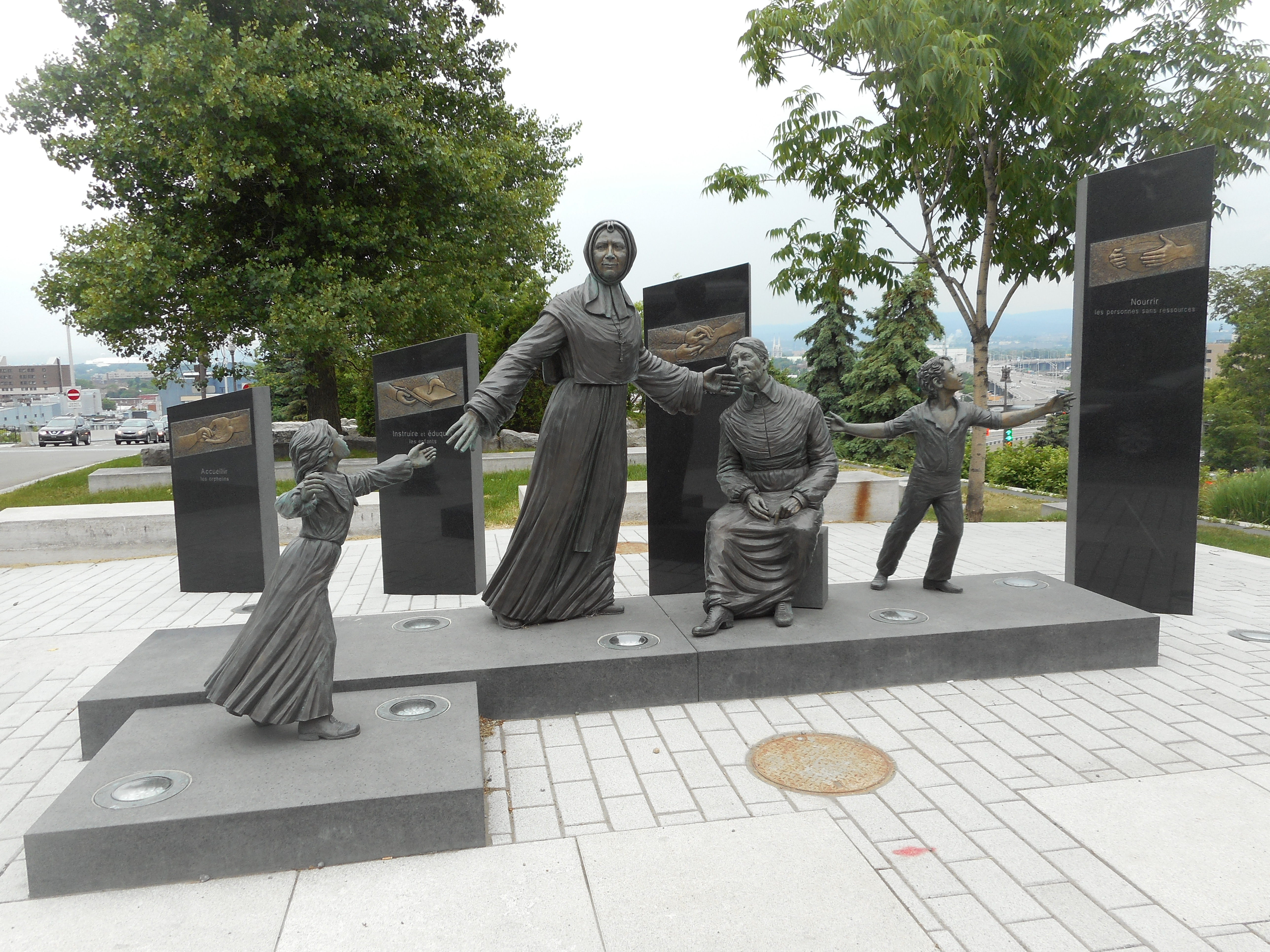
Monument en hommage.

## Activités et diffusion
Les sœurs se consacrent à l'enseignement, aux soins des orphelins, des personnes âgées et des malades même à domicile, et au soulagement des nécessiteux.
Elles sont présentes en :
- Amérique du Nord : Canada, États-Unis ;
- Amérique du Sud : Argentine, Paraguay, Uruguay ;
- Asie : Japon.

La maison généralice est à Québec.
En 2017, la congrégation comptait 352 religieuses réparties dans 10 maisons.

## Agressions sexuelles, physiques et psychologiques
Une action collective à l'égard des Sœurs de la Charité de Québec est engagée le 6 août 2020 par 330 victimes âgées de 6 à 10 ans à l'époque des faits entre 1925 et 1996. Ces allégations d'abus concernent 71 adultes dont 55 religieuses au sein de l’orphelinat Mont d’Youville à Beauport.